# Anthony Burgess

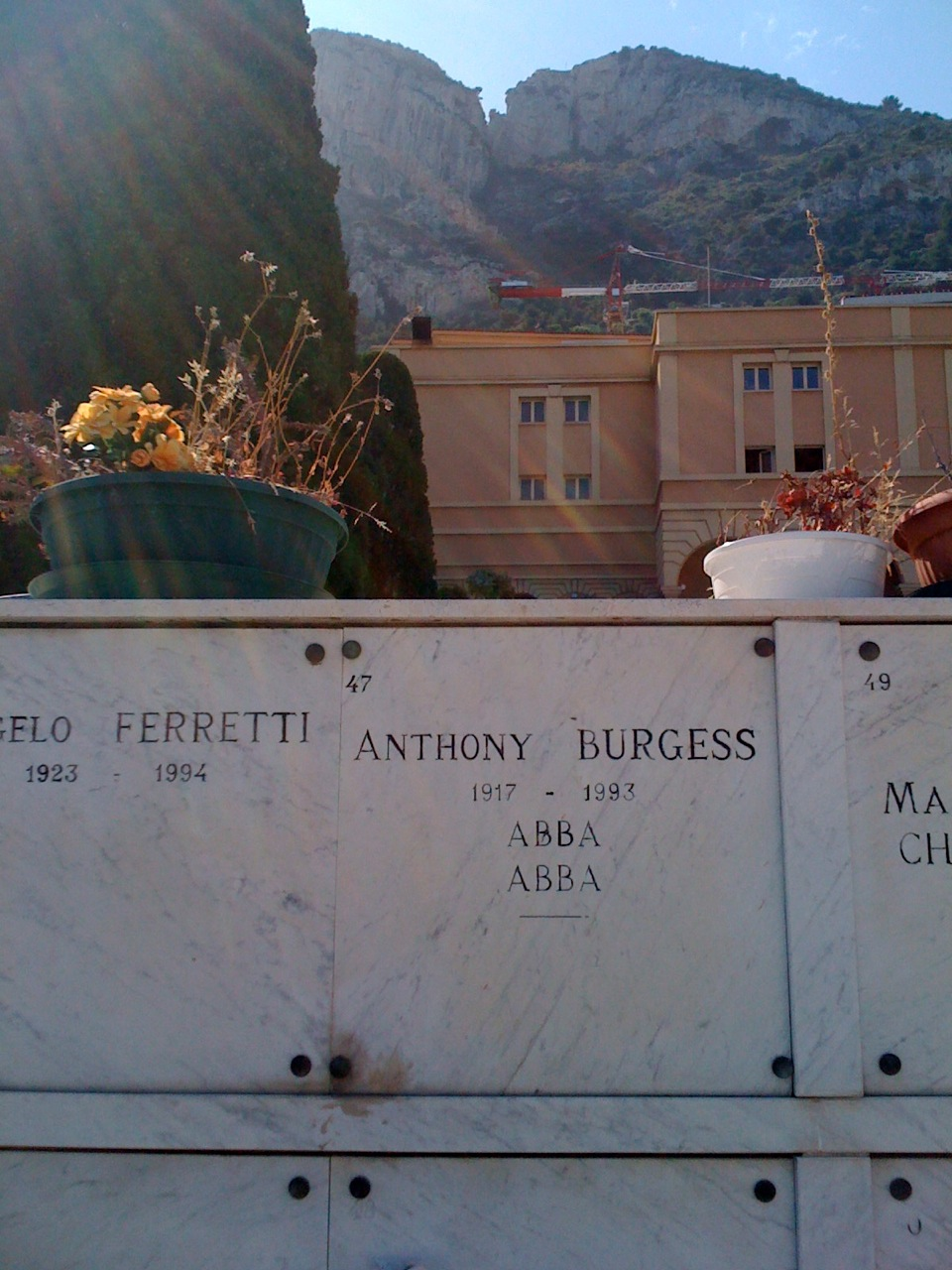
Túmulo com as cinzas de Anthony Burgess, no Cemitério de Mônaco.

John Anthony Burgess Wilson (Manchester, 25 de fevereiro de 1917 — Londres, 22 de novembro de 1993) foi um escritor, compositor e crítico britânico.
Prolífico e controverso, grande parte da sua obra ainda permanece no anonimato, sendo lembrado principalmente pelo décimo oitavo livro, Laranja Mecânica (A Clockwork Orange, 1962). Seus livros, críticas e resenhas são marcados por grande sátira social. James Joyce — de quem Burgess era admirador e estudioso —, o livro é considerado a mais marcante influência no trabalho de Anthony Burgess.

## Carreira
Burgess cedo ficou órfão de mãe, vítima da gripe espanhola. O pequeno John foi, desde então, criado por uma tia e, mais tarde, pela madrasta. Estudou literatura e língua inglesa na Universidade de Manchester. Foi compositor, serviu por seis anos ao exército inglês na II Guerra Mundial e tornou-se oficial na Ásia e, mais tarde, professor, trabalhando inclusive para o Ministério de Educação na Malásia. Com a luta pela independência da Malásia o deixando desempregado e tendo sido diagnosticado com uma doença fatal, Burgess entrou em frenesi literário em 1959, preocupado em deixar sua esposa sem recursos financeiros. A previsão médica estava errada. Ele viveu até 1993, enquanto sua esposa, Llwela Isherwood Jones, morreu de cirrose hepática em 1968. No mesmo ano, Burgess casou-se com Liliana Macellari, uma linguista e tradutora italiana, com quem conviveu até sua morte.
A mais célebre fábula de ficção científica de Anthony Burgess, "Laranja Mecânica", é um libelo pelo livre-arbítrio. Burgess preocupava-se com a ampla utilização do behaviorismo em clínicas, consultórios e prisões. O aumento a delinquência juvenil tanto no Ocidente capitalista quanto na Rússia soviética foi outro catalisador do livro cuja língua, inclusive, é um inglês russificado, de gírias abundantes. O autor retornou ao tema de Laranja Mecânica em Enderby Outside (1968) e A Clockwork Testament, or Enderby's End (1974), livros que tiveram fria acolhida.

## Lista parcial de obras publicadas em português
- Laranja Mecânica (Artenova, 1977 - Ediouro, 1994 - Aleph, 2004) - no original A Clockwork Orange (1962)
- Sementes Malditas (???, ???) - no original  The Wanting Seed (1962)
- Mel para os Ursos (???, ???) - no original Honey for the Bears (1963)
- Enderby Por Dentro (Cia. das Letras, 1990) - no original Inside Mr Enderby (1963)
- Nada Como o Sol (???, ???) - no original Nothing like the Sun: A Story of Shakespeare's Love Life (1964)
- Homem Comum Enfim (Cia. das Letras, ???) - no original Here Comes Everybody: An Introduction to James Joyce for the Ordinary Reader (1965) (também publicado como Re Joyce)
- A Ultima Missão (???, ???) - no original Tremor of Intent: An Eschatological Spy Novel (1966)
- Macho & Fêmea (???, ???) - no original MF (1971)
- Sinfonia Napoleão (???, ???) - no original Napoleon Symphony (1974)
- 1985 (L&P, 1980) - no original 1985 (1978)
- O Homem de Nazaré (???, ???) - no original Man of Nazareth: A Novel (1979)
- Poderes Terrenos (???, ???) - no original Eartly Powers (1980)
- As Últimas Notícias do Mundo (Ed. Record, 1982 no Brasil) original "The End of The World News" (1982)
- O Tocadordepiano (???, ???) - no original The Pianoplayers (1986)
- Qualquer Ferro Velho (Rocco, 1994) - no original Any Old Iron (1988)